# جالوکاتی-۲
جالوکاتی-۲ (به لاتین: Jhalokati-2) یک منطقهٔ مسکونی در بنگلادش است که در ناحیه جلوکاتی واقع شده‌است.